# Так, Алекс
Алекс Так (англ. Alex Tuch; 10 мая 1996, Сиракьюс, Нью-Йорк, США) — американский хоккеист, крайний нападающий клуба НХЛ «Баффало Сейбрз».

## Карьера
С 2014 по 2016 года выступал за студенческую команду Бостонского колледжа «Иглз», где сыграл 77 матче и набрал 62 (32+30) очка. В 2016 года подписал первый профессиональный контракт с клубом НХЛ «Миннесота Уайлд», где в большей степени выступал за фарм-клуб «Айова Уайлд», но всё таки провёл в НХЛ 6 матчей, но не отметился результативными действиями.
22 мая 2017 года подписал контракт с новичком лиги — «Вегас Голден Найтс». В первом сезоне он провёл 77 матчей регулярного чемпионата и набрал 37 очков, а также он со своим клубом дошёл до финала Кубка Стэнли, проиграв в финале «Кэпиталз» из Вашингтона. В том плей-офф, он провёл 20 матчей и набрал 10 очков. В сентябре 2018 года продлил контракт с «рыцарями» на 7 лет, на сумму 33 миллионов долларов.
4 ноября 2021 года был обменян в «Баффало Сейбрз» в сделке-блокбастере вместе с Пейтоном Кребсом, а также пиком первого раунда драфта-2022 и пиком третьего раунда драфта-2023 на нападающего Джека Айкела и пик третьего раунда драфта-2023.
20 октября 2022 года в мачте с «Калгари Флэймз» оформил первый хет-трик в карьере, а «Сейбрз» выиграли матч со счётом 6:3.
21 декабря 2023 года сделал 4 голевые передачи в игре против «Торонто» (9:3).

### Международная карьера
В 2013 и 2014 годах выступал за юниорскую сборную США, где в 2013 году выигрывал бронзу, а на следующий год уже золото. Через год после золото за юношескую сборную, был вызван в молодёжную сборную, но там заняв со сборной 5 место, остался без медалей. За национальную сборную никогда не выступал.

## Вне льда
У Така есть младший брат Люк Так, который выступает в юниорских лигах США. С сезона 2021/22 будет выступать, как и старший брат, за Бостонский университет.